# Copenhagen Tomahawks 2019
Questa voce raccoglie le informazioni riguardanti i Copenhagen Tomahawks nelle competizioni ufficiali della stagione 2019.

## 1. division 2019

### Prima fase
| Helsingør 6 aprile 2019, ore 15:00 | Kronborg Knights | 27 – 6 referto | Copenhagen Tomahawks | Knights Field |

| Copenaghen 20 aprile 2019, ore 14:00 | Copenhagen Tomahawks | 12 – 6 referto | Herlev Rebels | Valby Idrætspark |

| Esbjerg 27 aprile 2019, ore 14:00 | Esbjerg Hurricanes | 42 – 0 referto | Copenhagen Tomahawks | Skibhøj Idrætsanlæg |

| Copenaghen 26 maggio 2019, ore 14:00 | Copenhagen Tomahawks | 26 – 58 referto | Amager Demons | Valby Idrætspark |

| Copenaghen 9 giugno 2019, ore 14:00 | Ørestaden Spartans | 38 – 0 referto | Copenhagen Tomahawks | Boldfælleden |

| Copenaghen 15 giugno 2019, ore 14:00 | Copenhagen Tomahawks | - – - (annullata) referto | Kronborg Knights | Valby Idrætspark |

### Seconda fase
| Helsingør 17 agosto 2019, ore 13:00 | Kronborg Knights | 29 – 14 referto | Copenhagen Tomahawks | Knights Field |

| Copenaghen 8 settembre 2019, ore 14:00 | Copenhagen Tomahawks | 58 – 12 referto | Herlev Rebels/ Holbæk Red Devils | Valby Idrætspark |

| Viborg 15 settembre 2019, ore 14:00 | Midwest Musketeers | 38 – 46 referto | Copenhagen Tomahawks | Vestervang Skole |

### Finale "bassa"
| Helsingør 29 settembre 2019, ore 14:00 | Kronborg Knights | 2 – 20 referto | Copenhagen Tomahawks | Knights Field |

## Statistiche di squadra
| Competizione | %Vittorie | In casa | In casa | In casa | In casa | In casa | In casa | In trasferta | In trasferta | In trasferta | In trasferta | In trasferta | In trasferta | Totale | Totale | Totale | Totale | Totale | Totale |
| Competizione | %Vittorie | G       | V       | N       | P       | Pf      | Ps      | G            | V            | N            | P            | Pf           | Ps           | G      | V      | N      | P      | Pf     | Ps     |
| ------------ | --------- | ------- | ------- | ------- | ------- | ------- | ------- | ------------ | ------------ | ------------ | ------------ | ------------ | ------------ | ------ | ------ | ------ | ------ | ------ | ------ |
| Prima fase   | .200      | 2       | 0       | 0       | 2       | 0       | 58      | 4            | 0            | 0            | 4            | 18           | 166          | 5      | 1      | 0      | 4      | 44     | 171    |
| Seconda fase | .667      | 1       | 1       | 0       | 0       | 58      | 12      | 2            | 1            | 0            | 1            | 60           | 67           | 3      | 2      | 0      | 1      | 118    | 79     |
| Finale       | 1.000     | 0       | 0       | 0       | 0       | 0       | 0       | 1            | 1            | 0            | 0            | 20           | 2            | 1      | 1      | 0      | 0      | 20     | 2      |
| Totale       | .444      | 3       | 0       | 0       | 3       | 0       | 93      | 6            | 0            | 0            | 6            | 30           | 277          | 9      | 4      | 0      | 5      | 182    | 252    |